# Chauffry
Chauffry là một xã ở tỉnh Seine-et-Marne, thuộc vùng Île-de-France ở miền bắc nước Pháp.

## Dân số
Người dân ở đây được gọi là Cauffériens.
Điều tra dân số năm 1999, xã này có dân số là 850 người.